# 中村良三 (海軍軍人)
中村 良三（なかむら りょうぞう、1878年（明治11年）7月26日 - 1945年（昭和20年）3月1日）は、日本の海軍軍人。最終階級は海軍大将、位階勲等は正三位勲一等功五級。米内内閣の内閣参議。

## 来歴
青森県弘前市出身。元 弘前藩士（藩医）で医師の中村春台の二男。5歳のとき親類の中村了三の養子となる。1896年（明治29年）に青森県立弘前中学校（現・青森県立弘前高等学校）を卒業後、海軍兵学校入学（27期）。
日露戦争が始まった時には「扶桑」の分隊長を務めたが、「扶桑」は当時すでに艦齢四半世紀を超え、日露戦争では第三艦隊所属となって地道な哨戒活動に従事していた。第3回旅順港閉塞作戦では「新発田丸」指揮官附として参加。1905年（明治38年）1月の異動では最新鋭の巡洋艦「明石」の航海長兼分隊長に補職され、第二艦隊の第四戦隊として日本海海戦に参加した。
日露戦争後の1905年（明治38年）12月末、イギリスで建造された戦艦「香取」の受領のために渡英、帰朝後に海軍大学校乙種学生、次いで初代の海軍砲術学校高等科学生となり、いずれも首席で卒業。砲術専攻士官の道を歩いた。
大尉の間は砲術校教官、巡洋艦「阿蘇」、「八雲」の砲術長などの役目を果して海大甲種学生に入学。卒業後は主に軍令畑を歩く。第一次世界大戦中は軍令部参謀、のち作戦課長を務め、対米作戦の基本となる漸減邀撃作戦の整備を行う。イギリスから要請された日本艦隊の地中海方面への遠征には反対し、賛成派の秋山真之と対立したが、第二特務艦隊が派遣された。
1918年（大正7年）1月、横浜港発の鹿児島丸にて渡英し、イギリス海軍における戦時下の工業統制、工場管理、労働問題について研究。後の艦政本部長としてその経験が大いに発揮される結果となった。1919年（大正8年）、イギリス駐在中にパリ講和会議が実施され、講和全権委員事務嘱託の一人に任命される。日本へ帰朝命令が下った際、大英帝国政府より、日英友好に注力した功績を称えられバス勲章を受勲。
1923年（大正12年）12月、第一水雷戦隊司令官を務め、その後再び軍令部参謀となる。
1926年（大正15年）12月から1929年（昭和4年）11月まで海大校長を務め、1930年（昭和5年）12月、山本英輔連合艦隊司令長官の下で第二艦隊司令長官を命ぜられた。1年の艦隊暮らしの後、佐世保鎮守府と呉鎮守府の司令長官を歴任。
1934年（昭和9年）3月、同期生の末次信正とともに海軍大将に進級してまもなく、友鶴事件のために艦政本部長杉政人中将が引責辞職したことを受け、同年5月に中村がその後任にあたることになった。しかし佐鎮と呉鎮の司令長官が中将大将任用の親補職だったのに対し、中将任用の艦政本部長は親補職ではなく、格としては格下げにるため、本職を大将任用で親補職の軍事参議官とし、艦政本部長は兼職とされた。ワシントン軍縮条約廃棄後、艦政本部長として元帥海軍大将伏見宮博恭王及び、海軍大臣大角岑生とともに大和 (戦艦)の建造計画を開始。その際、建造計画を巡って、航空主兵論者であった、航空本部長の山本五十六中将と意見が衝突。
中村の艦政本部長就任後、友鶴事件の対策に追われている最中の1935年（昭和10年）9月には第四艦隊事件が発生している。多事多難だったといえるが、逆に戦争直前のこの時期に欠陥が露呈したことでかえって戦争前に対策が確立できたことは幸いだったともいえる。
二・二六事件では軍事参議官として、その他の参議官と共に海軍省にて事件の対処にあたった。二・二六事件後は粛軍のために陸軍が多数の高級将官を予備役に編入したのとバランスをとるために海軍も先任の大将を何人か予備役編入することとなり、中村が1936年（昭和11年）3月に予備役編入となった。
1940年（昭和15年）興亜委員会委員、米内内閣の内閣参議員を歴任。参議員として日独伊三国同盟の阻止に向けて動いたものの、米内首相私邸襲撃未遂事件と陸軍との協力関係悪化により、内閣総辞職を機に辞職。
同年、太平洋協会副会長に就任し、太平洋協会の論評誌『太平洋（太平洋旬報）』にて太平洋戦争における、戦況分析結果を度々掲載し、早期和平論を唱えた。
1944年（昭和19年）小磯内閣にて、末次信正大将を軍令部総長、中村良三大将を海軍大臣に現役復帰且つ、就任の話が浮上するも現役復帰の前例がないことから、東條派によって阻止された。
昭和20年（1945年）、終戦の半年前、高血圧と急性肺炎を併発して、横浜市鶴見区の自邸で死去した。

## 人物像
- 頭脳明晰で江田島兵学校の試験を受けた際、全科目満点を採った。これをカンニングではないかと言われたところ、中村はこれに大いに憤慨し再試験を要求。再度満点を採ったという逸話がある。
- 艦隊派の中心人物だった加藤寛治と縁が深く、加藤が「中村は末次信正・高橋三吉と並んで自分の三羽烏である」と公言していたほどだったが、中村自身は特に艦隊派ではないと自身で証言。
- 海軍大学校長時代に教頭を勤めた百武源吾を擁護している。酒宴で加藤寛治が百武の郷里佐賀を罵倒したところ、百武が加藤の薄情・高慢な人格を批判した。酒宴に同席していた中村はいち早く両者を引き離し、百武をなだめすかして帰宅させ、その場を収拾した。
- 鎮守府長官時代、図上演習で中村は臨時の敵軍長官に命ぜられた。そこで中村は誰も予想もしないような戦術をとって日本軍を手玉にとった。非常識な作戦だと非難されると、「わしはアメリカ軍の役なんだから、アメリカ軍になったつもりで戦っている。アメリカは日本が考える通りには動かんよ」と言って退けたという。

## 年譜
- 1878年（明治11年）7月26日 - 青森県に生まれる
- 1884年（明治17年）3月3日 - 中村了三の養子となる
- 1896年（明治29年）4月30日 - 青森県立弘前中学校卒業、11月 - 海軍兵学校入学、123名中1位
- 1899年（明治32年）- 海軍兵学校卒業、114名中1位
- 1900年（明治33年）-「敷島」乗組
- 1905年（明治38年）1月 - 「明石」航海長、12月 - 英国出張
- 1906年（明治39年）9月28日 - 海軍大学校乙種学生
- 1906年（明治40年）- 砲術校高等科学生
- 1908年（明治42年）5月25日 - 海軍大学校甲種学生
- 1909年（明治44年）- 軍令部参謀
- 1917年（大正6年）12月 - 英国駐在被命（翌年1月渡英）
- 1919年（大正8年）1月19日 - パリ講和会議の講和全権委員事務嘱託、7月3日 - 帰朝、大英帝国政府よりバス勲章を受勲
- 1920年（大正9年）12月1日 - 海軍大学校教頭兼教官、艦政本部技術会議議員
- 1921年（大正10年）10月2日 - 海軍大学校長職務代理（海軍大学校長の加藤寛治少将が米国出張のため）
- 1922年（大正11年）8月25日 -「春日」艦長、12月1日 - 第二艦隊参謀長
- 1923年（大正12年）12月 - 海軍少将進級、第一水雷戦隊司令官
- 1926年（大正15年）12月 - 海軍大学校校長
- 1927年（昭和2年）12月1日 - 海軍中将進級
- 1930年（昭和5年）12月 - 第二艦隊司令長官
- 1931年（昭和6年）- 佐世保鎮守府司令長官
- 1932年（昭和7年）- 呉鎮守府司令長官
- 1934年（昭和9年）3月1日 - 海軍大将進級、5月 - 軍事参議官兼艦政本部長
- 1936年（昭和11年）2月26日 - 海軍軍事参議官として二・二六事件の対策実施、3月30日 - 予備役編入
- 1940年（昭和15年）2月13日 - 米内内閣参議員に就任、8月3日 - 内閣参議員辞職、太平洋協会 副会長に就任
- 1945年（昭和20年）3月1日 - 死去、満66歳

墓所は千葉県松戸市にある東京都立八柱霊園

## 栄典
位階
- 1901年（明治34年）4月20日 - 正八位[3]
- 1902年（明治35年）12月25日 - 従七位[4]
- 1904年（明治37年）8月30日 - 正七位[5]
- 1909年（明治42年）10月20日 - 従六位[6]
- 1914年（大正3年）11月10日 - 正六位[7]
- 1919年（大正8年）1月10日 - 従五位[8]
- 1924年（大正13年）1月21日 - 正五位[9]
- 1927年（昭和2年）12月28日 - 従四位[10]
- 1930年（昭和5年）12月27日 - 正四位[11]
- 1934年（昭和9年）2月1日 - 従三位[12]
- 1936年（昭和11年）4月18日 - 正三位[13]

勲章
- 1906年（明治39年）4月1日 - 功五級金鵄勲章・勲五等双光旭日章・明治三十七八年従軍記章[14]
- 1913年（大正2年）11月28日 - 勲四等瑞宝章[15]
- 1915年（大正4年）11月7日 - 勲三等旭日中綬章・大正三四年従軍記章[16]
- 1925年（大正14年）6月30日 - 勲二等瑞宝章[17]
- 1933年（昭和8年）3月23日 - 勲一等瑞宝章[18]

外国勲章佩用允許
- 1919年（大正8年）9月14日 - 大英帝国：バス第三等動章（コンパニオン）[19]
- 1923年（大正12年）10月2日 - 中華民国：三等嘉禾章[20]